# Театр Сан-Педру (Сан-Паулу)
Театр Сан-Педру (порт. Theatro São Pedro) — оперний театр у місті Сан-Паулу, Бразилія. Театр був збудований за проектом португальського архітектора Мануела Фернандеса Лопеса та відкрився 16 січня 1917 року постановами A Moreninha і O Escravo de Lúcifer. Загальна вмістимість театру — 1000 глядачів, він розташований за адресою Rua Barra Funda, 171, São Paulo.